# カレンダー・ガールズ
『カレンダー・ガールズ』（Calendar Girls）は、2003年に制作されたアメリカ・イギリス合作映画。ヨークシャーに住む女性たちが、白血病の研究に対する寄付のため、自分達がモデルになってヌード・カレンダーを制作したという実際の出来事が元になっている。

## ストーリー
ヨークシャーの田舎町に住むクリスとアニーは友人同士で、共に地元の婦人会に参加していたが、田舎での生活に退屈さを感じていた。そんな時、アニーの夫が白血病で亡くなってしまう。気落ちするアニーを励ますためにもと、クリスは、婦人会で作っているカレンダーの売り上げを、アニーの夫が入院した病院に寄付することを思いつく。ただし、今年は自分達がモデルとなってのヌード・カレンダーを制作しようと言い出す。

## キャスト
※括弧内は日本語吹き替え
- クリス - ヘレン・ミレン（一柳みる）
- アニー - ジュリー・ウォルターズ（立石凉子）
- ルース - ペネロープ・ウィルトン（北條文栄）
- ジェシー - アネット・クロスビー（片岡富枝）
- シーリア - シーリア・イムリー（峰あつ子）
- コーラ - リンダ・バセット（竹口安芸子）
- ロッド - キアラン・ハインズ（手塚秀彰）
- ジョン - ジョン・アルダートン（有川博）
- ローレンス - フィリップ・グレニスター（井上肇）
- マリー - ジェラルディン・ジェームズ（宮寺智子）